# Isla La Lechuguilla
Isla La Lechuguilla är en ö i Mexiko. Den ligger i viken Bahía el Perro och tillhör kommunen Ahome i delstaten Sinaloa, i den västra delen av landet.